# David H. DePatie
David Hudson DePatie (Los Angeles, 24 dicembre 1929 – Gig Harbor, 23 settembre 2021) è stato un produttore cinematografico statunitense.
Ha lavorato con Friz Freleng durante la lavorazione degli episodi dei Looney Tunes e della Pantera Rosa.